# 桃宝
桃宝（1993年1月1日—），本名黄妃，北京人，中国大陆配音员，模特。2011年参与网络动画《我叫MT》的配音工作，曾担任CNTV《第一游戏》的主持人，以其独特有趣的娃娃音被网友誉为“萌音教主”。

## 配音作品
| 名称                       | 时间   | 配音角色   |
| -------------------------- | ------ | ---------- |
| 《龙之谷》                 | 2009年 | 阿洁丽雅   |
| 《征途2》                  | 2010年 |            |
| 《我叫MT》                 | 2011年 | 血精灵法师 |
| 《罗小黑战记》             | 2011年 | 比丢       |
| 《麻辣江湖》               | 2012年 | 彼尔德     |
| 《猎龙战记》               | 2013年 |            |
| 《上古世纪》               | 2013年 |            |
| 《嘻哈三部曲之幽浮目击者》 | 2013年 | 白雪       |
| 《轩辕剑六》               | 2013年 | 琥珀       |
| 《十萬個冷笑話》           | 2013年 |            |

## 網路劇作品
- 2012年：看不見的女朋友 飾 Tina
- 2013年：萬萬没想到 飾 白素貞、仙女
- 2013年：報告老闆 飾 Angela
- 2015年：仙劍客棧 飾 香蘭

## 获奖记录
2013年《英雄联盟》声动风暴配音大赛全国冠军